# Away in a Manger
Away in a Manger is een bekend Engels kerstlied. 
De oudst bekende versie, die stamt uit 1885, kan men vinden in een Luthers tekstboek. Lange tijd werd gedacht dat de tekst van Maarten Luther zelf afkomstig was, omdat in dit tekstboek de titel van het lied luidde: "Luther's Cradle Hymn (Composed by Martin Luther for his children, and still sung by German mothers to their little ones)" (vertaling: Luthers gezang over het wiegje (Gecomponeerd door Maarten Luther voor zijn kinderen en nog steeds door Duitse moeders gezongen voor hun kinderen)).
|  |                                  |
|  | Away in a Manger (download·info) |

## Tekst
Away in a manger, no crib for a bed,
The little Lord Jesus laid down His sweet head.
The stars in the bright sky looked down where He lay,
The little Lord Jesus, asleep on the hay.
The cattle are lowing, the Baby awakes,
But little Lord Jesus, no crying He makes;
I love Thee, Lord Jesus, look down from the sky
And stay by my bed side til morning is nigh.
Be near me, Lord Jesus, I ask Thee to stay
Close by me forever, and love me, I pray;
Bless all the dear children in Thy tender care,
And fit us for Heaven to live with Thee there.
(vierde regel van het tweede couplet ook wel And stay by my side until morning is nigh of And stay by my cradle til morning is nigh.)